# Борха Майораль
Борха Майораль (ісп. Borja Mayoral; нар. 5 квітня 1997, Парла) — іспанський футболіст, центральний нападник клубу «Хетафе».

## Клубна кар'єра
Починав свою кар'єру в клубі «Парла» зі свого рідного міста. З 2007 року він займався в системі мадридського «Реала». На початку 2015 року Борха був переведений в «Кастілью».
Дебютував за основну команду «Реала» 31 жовтня 2015 року в матчі з «Лас-Пальмасом» (3:1), замінивши Тоні Крооса. Другий свій матч провів проти мадридського «Атлетіко» (0:1), замінивши Каріма Бензема на початку другого тайму.
В липні 2016 року перейшов в річну оренду в німецький «Вольфсбург». Цій команді Борха віддав перевагу над московським «Спартаком» завдяки головному тренеру «Реала», Зінедіну Зідану, який відмовив форварда від переїзду в Росію. За сезон у Бундеслізі провів 19 матчів і забив 2 голи.
Влітку 2017 року Борха повернувся в «королівський клуб» і провів свою першу гру після повернення 17 вересня 2017 року проти «Реал Сосьєдада», в якому забив свій дебютний гол за головну команду «Реала». Станом на 14 листопада 2017 відіграв за королівський клуб 14 матчів в національному чемпіонаті.
29 липня 2019 року Борха Майораль вирушив в оренду на один сезон в «Леванте». Згодом орендну угоду подовжили ще на рік, загалом за два сезони в «Леванте» нападник відзначився 14-ма голами у 69 іграх усіх турнірів.
Сезон 2020/21 розпочав у складі основної команди «Реала», взявши участь у двох матчах Ла-Ліги, після чого 2 жовтня 2020 року був знову відданий в оренду, цього разу на два сезони до італійської «Роми». Спочатку був гравцем основного складу «вовків», однак від початку сезону 2021/22 з'являвся на полі епізодично, тож на початку 2022 року змінив команду, приєднавшись на умовах оренди до «Хетафе». Влітку того ж року клуб викупив контракт гравця за орієнтовні 10 мільйонів євро.

## Виступи за збірні
2013 року дебютував у складі юнацької збірної Іспанії. У її складі брав участь на юнацькому чемпіонаті Європи 2015 року. Іспанці виграли цей турнір, а Борха став його найкращим бомбардиром, забивши три м'ячі. Всього взяв участь у 17 іграх на юнацькому рівні, відзначившись 12 забитими голами.
З 2015 року залучався до складу молодіжної збірної Іспанії, разом з якою був учасником молодіжного чемпіонату Європи 2017 року. На цьому турнірі взяв участь у двох матчах, включаючи фінальну гру, в якій його команда поступилася німецьким одноліткам.
Згодом був основним нападником молодіжної збірної по ходу відбору на молодіжне Євро-2019, у 10 матчах якого відзначився вісьмома голами. Згодом взяв участь у всіх іграх безпосередньо на молодіжній континентальній першості 2019, включаючи фінальну гру, в якій іспанці взяли реванш за поразку дворічної давнини, здолавши молодіжну збірну Німеччини і уп'яте ставши переможцями змагання.
Загалом на молодіжному рівні зіграв у 31 офіційному матчі, забивши 16 голів. За обома показниками поступається лише своєму партнеру по нападу в іспанській «молодіжці» Жерару Деулофеу, в активі якого 36 матчів і 17 голів за Іспанію U-21.

## Статистика виступів

### Статистика клубних виступів
Станом на 1 серпня 2022
| Сезон                   | Команда                 | Чемпіонат               | Чемпіонат | Чемпіонат | Національний кубок | Національний кубок | Національний кубок | Континентальні кубки | Континентальні кубки | Континентальні кубки | Інші змагання | Інші змагання | Інші змагання | Усього за | Усього за |
| Сезон                   | Команда                 | Ліга                    | Ігор      | Голів     | Ліга               | Ігор               | Голів              | Ліга                 | Ігор                 | Голів                | Ліга          | Ігор          | Голів         | Ігор      | Голів     |
| ----------------------- | ----------------------- | ----------------------- | --------- | --------- | ------------------ | ------------------ | ------------------ | -------------------- | -------------------- | -------------------- | ------------- | ------------- | ------------- | --------- | --------- |
| 2014–15                 | «Реал Мадрид Кастілья»  | СДБ (ІІІ)               | 5         | 2         | -                  | -                  | -                  | -                    | -                    | -                    | -             | -             | -             | 5         | 2         |
| 2015–16                 | «Реал Мадрид Кастілья»  | СДБ (ІІІ)               | 29+4      | 15+0      | -                  | -                  | -                  | -                    | -                    | -                    | -             | -             | -             | 33        | 15        |
| Усього за «Кастілью»    | Усього за «Кастілью»    | Усього за «Кастілью»    | 34+4      | 17        |                    | -                  | -                  |                      | -                    | -                    |               | -             | -             | 38        | 17        |
| 2015–16                 | «Реал Мадрид»           | ПД                      | 6         | 0         | КІ                 | 0                  | 0                  | ЛЧ                   | 0                    | 0                    | -             | -             | -             | 6         | 0         |
| 2016–17                 | «Вольфсбург»            | БЛ                      | 19        | 2         | КН                 | 2                  | 0                  | -                    | -                    | -                    | -             | -             | -             | 21        | 2         |
| 2017–18                 | «Реал Мадрид»           | ПД                      | 14        | 3         | КІ                 | 6                  | 3                  | ЛЧ                   | 4                    | 1                    | СУ+СІ+КЧС     | 0+0+0         | 0             | 24        | 7         |
| серп. 2018              | «Реал Мадрид»           | ПД                      | -         | -         | КІ                 | -                  | -                  | ЛЧ                   | -                    | -                    | СУ            | 1             | 0             | 1         | 0         |
| 2018–19                 | «Леванте»               | ПД                      | 29        | 3         | КІ                 | 4                  | 2                  | -                    | -                    | -                    | -             | -             | -             | 33        | 5         |
| 2019–20                 | «Леванте»               | ПД                      | 34        | 8         | КІ                 | 2                  | 1                  | -                    | -                    | -                    | -             | -             | -             | 36        | 9         |
| Усього за «Леванте»     | Усього за «Леванте»     | Усього за «Леванте»     | 63        | 11        |                    | 6                  | 3                  |                      |                      |                      |               |               |               | 69        | 14        |
| вер. 2020               | «Реал Мадрид»           | ПД                      | 2         | 0         | КІ                 | -                  | -                  | ЛЧ                   | -                    | -                    | -             | -             | -             | 2         | 0         |
| Усього за «Реал Мадрид» | Усього за «Реал Мадрид» | Усього за «Реал Мадрид» | 22        | 3         |                    | 6                  | 3                  |                      | 4                    | 1                    |               | 1             | 0             | 33        | 7         |
| 2020–21                 | «Рома»                  | A                       | 31        | 10        | КІ                 | 1                  | 0                  | ЛЄ                   | 13                   | 7                    | -             | -             | -             | 45        | 17        |
| 2021-січ. 2022          | «Рома»                  | A                       | 5         | 0         | КІ                 | 0                  | 0                  | ЛК                   | 6                    | 1                    | -             | -             | -             | 11        | 1         |
| Усього за «Рому»        | Усього за «Рому»        | Усього за «Рому»        | 36        | 10        |                    | 1                  | 0                  |                      | 19                   | 8                    |               | -             | -             | 56        | 18        |
| січ.-черв. 2022         | «Хетафе»                | ПД                      | 18        | 6         | КІ                 | -                  | -                  | -                    | -                    | -                    | -             | -             | -             | 18        | 6         |
| 2022–23                 | «Хетафе»                | ПД                      | 0         | 0         | КІ                 | 0                  | 0                  | -                    | -                    | -                    | -             | -             | -             | 0         | 0         |
| Усього за кар'єру       | Усього за кар'єру       | Усього за кар'єру       | 192+4     | 49        |                    | 15                 | 6                  |                      | 23                   | 9                    |               | 1             | 0             | 232       | 64        |